# Leucula fuscicosta
Leucula fuscicosta là một loài bướm đêm trong họ Geometridae.